# Lori štíhlý
Lori štíhlý (Loris tardigradus) je malý primát z čeledi outloňovitých (Lorisidae) a nejznámější zástupce rodu lori (Loris), který obývá deštné, světlé a lužní lesy na Srí Lance (Cejlonu) a v jižní Indii.[zdroj⁠?!] Jeho první název lori pochází z nizozemského slova loeris, což znamená klaun. Lori tento název získal díky svému komickému vzhledu.

## Popis
Lori je malá poloopice, která má na hřbetě a hlavě šedou, rezavou nebo hnědou a na břiše světlejší srst. Nejnápadnější jsou jeho obrovské oranžové oči, kolem kterých má černé zvýraznění a které mu napomáhají vidět ve tmě. Nápadné jsou i jeho dlouhé končetiny na kterých má palec postavený proti ostatním prstům, což mu skvěle pomáhá se pevně držet na větvích stromů. Jeho tělo měří 18–26 cm a ocas mu chybí, je zakrnělý. Hmotnost se pohybuje circa od 85 do 350 g. Lori je velmi starobylý druh a patří k jedné ze sedmi čeledi poloopic, od nichž odvozujeme dnešní opice.

## Biologie a chování
Podrobnosti o životě loriho štíhlého se získávají velice těžce, jelikož je to typicky noční živočich a pohybuje se vysoko v korunách stromů, kde tráví i většinu svého života. Přes den spí smotaný v klubíčku a pevně se drží větve, což dokazuje i fakt, že strhnout spícího a držící ho se loriho ze stromu je velice složité a namáhavé. K tomu, že se může neustále několik hodin pevně držet větví ve spánku mu umožňuje jeho rozvinuté svalstvo, které vydrží až neuvěřitelné vypětí. Velkou a známou charakteristikou loriho štíhlého je i jeho pomalý a váhavý pohyb, který se stal spolehlivou charakteristikou všech členů čeledi outloňovitých. Jeho pomalý pohyb mu představuje obrovskou výhodu, jelikož je pro dravce méně viditelným, ale zároveň se tak stává snadnou kořistí hadů a jiných predátorů, kteří se pohybují po zemi.
K zorientování ve velké tmě, ve které se pohybuje, má své velké oči, které ve tmě svítí. Důležitým faktorem je však i jeho stopa, pach, který za sebou zanechává a který mu pomáhá za svítání najít znovu cestu ke svému stromu, kde přečkával minulou noc. Tento pach slouží také k dorozumívání mezi jednotlivci. Jeho způsob lovu potravy je prostý. Velice pomalu a neslyšně se přiblíží ke své oběti, nejčastěji k hmyzu – zvláště sarančí – ale i ještěrek, malých ptáků, jejich vajec, a pokud se dostane do odpovídající vzdálenosti, rychle oběť chytí pevně do svých rukou a sežere ji. Jeho potrava je však i rostlinná, např. výhonky, nejrůznějšími plody nebo listy.
Loriové mají skvělý sluch a dokáží postřehnout i ty nejjemnější šelesty. Žijí obyčejně v párech nebo v malých skupinách, samostatně jen velice zřídka. V Indii se lori štíhlý rozmnožuje dvakrát ročně, většina porodů v květnu a v prosinci. Samice rodí nejčastěji 2–3 mláďata, která se ihned po narození chytí matky za srst na břiše a ihned hledají struky. Samice svá mláďata při spánku pečlivě skryje v klubíčku. Zavěšené na matce zůstávají mláďata celý rok, poté se osamostatňují a matku následně opouštějí.
U loriho štíhlého rozeznáváme dva poddruhy:
- Loris tardigradus tardigradus
- Loris tardigradus nycticeboides

## Chov v zoo
Lori štíhlý je chován v sedmi evropských zoo a aktuálně jej v Česku nechová žádná zoo. V nedávné minulosti jej chovala Zoo Plzeň a také Zoo Praha, která tento druh představovala v pavilonu Indonéská džungle.